# 1856 w muzyce
Wydarzenia muzyczne w 1856 roku.

## Wydarzenia
- 1 stycznia – w drezdeńskim Königliches Hoftheater miała miejsce premiera „Der Goldschmeid von Ulm” Heinricha Marschnera[1][2]
- 7 stycznia – w wiedeńskim  Schwender’s Collosseum miała miejsce premiera „Armen-Ball-Polka” op.176 Johanna Straussa (syna)[1][2]
- 8 stycznia – w wiedeńskiej Sophiensaal miała miejsce premiera walca „Erhöhte Pulse” op.175 Johanna Straussa (syna)[1][2]
- 14 stycznia – w wiedeńskiej Sophiensaal miała miejsce premiera walca „Juristen-Ball-Tänze” op.177 Johanna Straussa (syna)[1][2]
- 18 stycznia – w paryskim Théâtre Lyrique miała miejsce premiera opery Falstaff Adolphe’a Adama[1][2]
- 21 stycznia – w wiedeńskim  Schwender’s Collosseum miała miejsce premiera „Sans-Souci-Polka” op.178 Johanna Straussa (syna)[1][2]
- 23 stycznia – w Opéra de Paris miała miejsce premiera baletu Le corsaire Adolphe’a Adama[1][2]
- 28 stycznia – w wiedeńskiej Sophiensaal miała miejsce premiera walca „Abschieds-Rufe” op.179 Johanna Straussa (syna)[1][2]
- 29 stycznia – w wiedeńskiej Sophiensaal miała miejsce premiera walca „Libellen” op.180 Johanna Straussa (syna)[1][2]
- 6 lutego – w Gocie odbyła się premiera „Le spectre de la rose” Hectora Berlioza[1][2]
- 9 lutego – w paryskiej Salle Choiseul odbyła się premiera operetki Un postillon en gage Jacques’a Offenbacha[1][2]

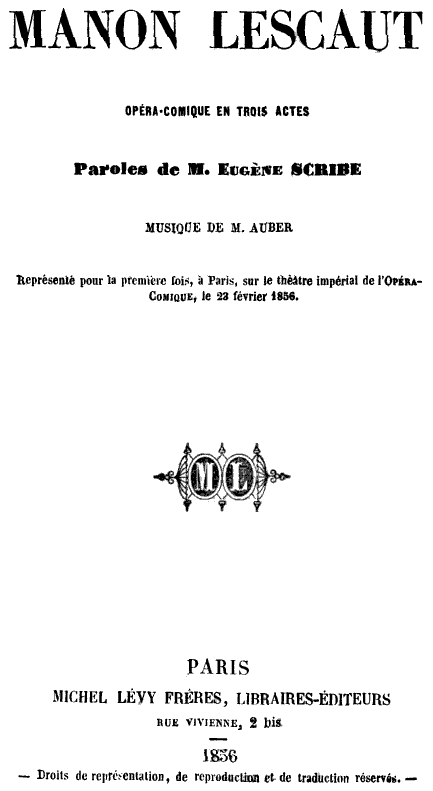
Strona tytułowa libretta opery Manon Lescaut Daniela Aubera

- 23 lutego – w paryskiej Salle Favart II miała miejsce premiera opery Manon Lescaut Daniela Aubera[1][2]
- 28 lutego – w Nowym Jorku odbyła się premiera „La Gaselle:  Andante élégant” Louisa Gottschalka[1][2]
- 5 marca – londyński Covent Garden Opera House został zniszczony przez pożar[1][2]
- 19 marca – w Paryżu odbyła się premiera kantaty „Le Berceau” Jacques’a Offenbacha[1][2]
- 20 marca – w Sankt Petersburgu odbyła się premiera „Madonny” Stanisława Moniuszki[1][2]
- 24 marca – w paryskim Théâtre Lyrique miała miejsce premiera opery Mam'zelle Geneviève Adolphe’a Adama[1][2]
- 2 kwietnia – w Paryżu odbyła się premiera kantaty „La Paix du monde” Jacques’a Offenbacha[1][2]
- 3 kwietnia – w paryskim Théâtre des Bouffes-Parisiens miała miejsce premiera musicalu Tromb-al-ca-zar, ou Les criminels dramatiques Jacques’a Offenbacha[1][2]
- 19 kwietnia – odbyła się premiera „Cantate pour le distribution des prix de la Société des gens de lettres” Daniela Aubera[1][2]
- 26 kwietnia – w paryskiej Salle Favart II miała miejsce premiera opery Valentine d’Aubigny Fromentala Halévy’ego[1][2]
- 27 kwietnia – w Teatrze Wielkim w Warszawie odbyła się polska premiera opery Traviata Giuseppe Verdiego[3]
- 29 kwietnia – w paryskim Théâtre des Bouffes-Parisiens miała miejsce premiera opery Les pantins de Violette Adolphe’a Adama[1][2]
- 2 maja – w Merseburgu odbyła się premiera pierwszej wersji „Präludium und Fuge über das Motiv B.A.C.H.” S.260/1 Ferenca Liszta[1][2][4]
- 16 maja – w Sankt Petersburgu odbyła się premiera opery „Rusałka” Aleksandra Dargomyżskiego[1][2]
- 12 czerwca – w paryskiej Salle Marigny miała miejsce premiera operetki La rose de Saint-Flour Jacques’a Offenbacha[1][2]
- 18 czerwca – w paryskiej Salle Marigny miała miejsce premiera „Les Dragées du baptême” Jacques’a Offenbacha[1][2]
- 26 czerwca – w Pawłowsku odbyła się premiera „Großfürstin Alexandra Waltz” op.181 Johanna Straussa (syna)[1][2]
- 31 lipca – w Paryżu odbyła się premiera operetki Le 66 Jacques’a Offenbacha[1][2]
- 14 sierpnia – w Pawłowsku odbyła się premiera polki „L’Inconnue” op.182 oraz walca „Krönungslieder” op.184 Johanna Straussa (syna)[1][2]
- 31 sierpnia – w Ostrzyhomiu odbyła się premiera Missa solemnis zur Einweihung der Basilika in Gran Ferenca Liszta[1][2]
- 8 września – w Teatrze Narodowym w Peszcie odbyła się premiera poematu symfonicznego Hungaria Ferenca Liszta[1][2]
- 23 września – w paryskim Théâtre des Bouffes-Parisiens miała miejsce premiera operetki Le financier et le savetier Jacques’a Offenbacha[1][2]
- 25 września – w Pawłowsku odbyła się premiera „Krönungs-Marsch” op.183 Johanna Straussa (syna)[1][2]
- 4 października – w Paryżu odbyła się premiera kantaty „David” Georges’a Bizeta[1][2]
- 13 października – w Pawłowsku odbyła się premiera „Strelna Terrassen-Quadrille” op.185 Johanna Straussa (syna)[1][2]
- 14 października
  - w paryskim Théâtre des Bouffes-Parisiens miała miejsce premiera operetki La bonne d’enfants Jacques’a Offenbacha[1][2]
  - w Filadelfii odbyła się premiera „Grande Valse poétique concertante” Louisa Gottschalka[1][2]

## Urodzili się
- 6 stycznia – Giuseppe Martucci, włoski kompozytor, dyrygent, pianista i pedagog (zm. 1909)
- 9 stycznia – Stevan Stojanović Mokranjac, serbski kompozytor, dyrygent, wiolonczelista i pedagog (zm. 1914)
- 11 stycznia – Christian Sinding, norweski kompozytor i pedagog (zm. 1941)
- 16 lutego – Willem Kes, holenderski dyrygent, kompozytor i skrzypek (zm. 1934)
- 27 lutego – Mattia Battistini, włoski śpiewak operowy (baryton) (zm. 1928)
- 26 maja – George Templeton Strong, amerykański kompozytor (zm. 1948)
- 8 czerwca – Natalia Janotha, polska kompozytorka i pianistka (zm. 1932)
- 26 lipca – Bolesław Gryf-Marcinkowski, polski artysta, skrzypek, dyrygent chórów oraz profesor muzyki w Poznaniu i Berlinie (zm. 1938)
- 10 sierpnia – Paul Geisler, niemiecki dyrygent i kompozytor (zm. 1919)
- 18 sierpnia – Jan Gall, polski kompozytor, dyrygent, recenzent muzyczny i pedagog (zm. 1912)
- 24 sierpnia – Felix Mottl, austriacki dyrygent (zm. 1911)
- 9 września – Karol Namysłowski, polski kompozytor, dyrygent, skrzypek (zm. 1925)
- 30 września – Andrejs Jurjāns, łotewski kompozytor i badacz folkloru (zm. 1922)
- 1 października – Wilhelmina Tekla Krogulska, polska śpiewaczka operowa i operetkowa (sopran, mezzosopran) (zm. 1933)
- 9 października – Sylvain Dupuis, belgijski dyrygent, kompozytor i organizator życia muzycznego (zm. 1931)
- 25 listopada – Siergiej Taniejew, rosyjski kompozytor, nauczyciel i dyrektor konserwatorium w Moskwie (zm. 1915)
- 28 listopada – Aleksandr Kastalski, rosyjski kompozytor i dyrygent chóralny (zm. 1926)
- 2 grudnia – Robert Kajanus, fiński kompozytor i dyrygent (zm. 1933)
- 27 grudnia – André Gedalge, francuski kompozytor i pedagog (zm. 1926)

Data dzienna nieznana
- Jakub Maragowski, polsko-żydowski śpiewak, kantor, kompozytor (zm. 1943)

## Zmarli
- 6 stycznia – Nicolas-Charles Bochsa, francuski harfista i kompozytor (ur. 1789)
- 12 lutego – Giuseppe Donizetti, włoski kompozytor, dyrygent i pedagog (ur. 1788)
- 21 lutego – Theodor Döhler, austriacki pianista i kompozytor (ur. 1814)
- 3 maja
  - Adolphe Adam, francuski kompozytor oper i baletów, krytyk muzyczny (ur. 1803)
  - Adolfo Fumagalli, włoski pianista i kompozytor (ur. 1828)
- 29 lipca – Robert Schumann, niemiecki kompozytor i pianista okresu romantyzmu, krytyk muzyczny (ur. 1810)
- 21 sierpnia – Peter Josef von Lindpaintner, niemiecki kompozytor i dyrygent (ur. 1791)
- 21 września – Michał Wielhorski, rosyjski kompozytor polskiego pochodzenia, wiolonczelista i mecenas muzyki (ur. 1787)
- 14 października – Johann Kaspar Mertz, węgierski gitarzysta i kompozytor (ur. 1806)
- 9 listopada – Aleksander Martin, polski kompozytor i altowiolista (ur. 1825)

## Nagrody
- 29 grudnia – w konkursie kompozytorskim sponsorowanym przez Jacques’a Offenbacha i Bouffes-Parisiens nagrodą dzielą się Georges Bizet i Charles Lecocq[1][2]